# Europarlamentari pentru Estonia 2004-2009
Această listă este o listă a membrilor Parlamentul European for Estonia in the 2004 to 2009 sesiunea, aranjați după nume. Vezi Alegeri pentru Parlamentul European, 2004 (Estonia) for election results.
- Toomas Hendrik Ilves, Social Democratic Party (Partidul Socialiștilor Europeni)
- Tunne Kelam, Fatherland Union (Partidul Popular European)
- Marianne Mikko, Social Democratic Party (Partidul Socialiștilor Europeni)
- Siiri Oviir, Estonian Centre Party (Alianța Liberalilor și Democraților pentru Europa)
- Toomas Savi, Estonian Reform Party (Alianța Liberalilor și Democraților pentru Europa)
- Andres Tarand, Social Democratic Party (Partidul Socialiștilor Europeni)

*2004